# Estação Antônio Gianetti Neto
A Estação Antônio Gianetti Neto é uma estação ferroviária, pertencente à Linha 11–Coral da CPTM, localizada no município de Ferraz de Vasconcelos.

## História
O primeiro projeto para uma estação na região foi elaborado pela CBTU em 1985, sendo chamada naquela época de Parque de São Francisco. No entanto, as obras não saíram do papel por falta de recursos.
A estação foi construída e inaugurada pela CPTM em 10 de janeiro de 1998, com o nome de Lajeado. No dia 19 de agosto de 1998, foi rebatizada como Antonio Gianetti Neto. Foi a primeira estação de toda a rede da CPTM a ser construída e entregue por ela própria.

## Toponímia
A alteração de nome surgiu em função de um projeto do deputado estadual Guilherme Gianetti (PMDB-SP), aprovado na Assembléia Legislativa pelos demais deputados. O deputado Gianetti resolveu homenagear seu tio - já falecido - pela contribuição que o mesmo deu no passado à cidade de Ferraz de Vasconcelos e região. Antonio Gianetti Neto veio ainda menino com a família para Ferraz. Foi um dos pioneiros na confecção de tijolos, chegando a ter uma fábrica de blocos. Na década de 50, fundou a Indústria Agrícola e Pastoril, no bairro do Cambiri, onde residia. A indústria fornecia quartzo para a Fábrica Gothard e empregava na época 120 funcionários. Por volta de 1962, inaugurou o Depósito Brasil de Materiais para Construção, na Rua Godofredo Ozório Novais, Centro. Doou parte dos materiais para a construção da escola do bairro e facilitou a compra de materiais para os moradores construírem suas casas.

## Características
| Sigla | Estação               | Inauguração           | Integração               | Plataformas | Posição    | Notas                                 |
| ----- | --------------------- | --------------------- | ------------------------ | ----------- | ---------- | ------------------------------------- |
| AGN   | Antônio Gianetti Neto | 10 de janeiro de 1998 | Bilhete Único da SPTrans | Laterais    | Superfície | Primeira estação construída pela CPTM |

## Diagrama da estação
| 1 |

|  | ↑ a ↑ |

|  | ↓ b ↓ |

| 2 |

| 1 |

|  | ↑ a ↑ |

|  | ↓ b ↓ |

| 2 |

| 1 |

|  | ↑ a ↑ |

|  | ↓ b ↓ |

| 2 |

| 1 |

|  | ↑ a ↑ |

|  | ↓ b ↓ |

| 2 |